# Рушій-Мунць
Рушій-Мунць, Рушій-Мунці (рум. Rușii-Munți) — село у повіті Муреш в Румунії. Адміністративний центр комуни Рушій-Мунць.
Село розташоване на відстані 292 км на північ від Бухареста, 46 км на північний схід від Тиргу-Муреша, 95 км на схід від Клуж-Напоки.

## Населення
За даними перепису населення 2002 року у селі проживали 1393 особи.
Національний склад населення села:
| Національність | Кількість осіб | Відсоток |
| -------------- | -------------- | -------- |
| румуни         | 1305           | 93,7%    |
| цигани         | 79             | 5,7%     |
| угорці         | 7              | 0,5%     |

Рідною мовою назвали:
| Мова      | Кількість осіб | Відсоток |
| --------- | -------------- | -------- |
| румунська | 1380           | 99,1%    |
| циганська | 7              | 0,5%     |
| угорська  | 5              | 0,4%     |